# Unclaimed Goods
Unclaimed Goods è un film muto del 1918 diretto da Rollin S. Sturgeon. Prodotto dalla Famous Players-Lasky Corporation, aveva come interpreti Vivian Martin. Harrison Ford, Casson Ferguson, George A. McDaniel.

## Trama
Lo sceriffo Burke, non avendo il denaro sufficiente per il biglietto del treno, manda sua figlia Betsey nel West come fosse un pacco della Wells Fargo Express. Ma a Gold Center, la cittadina dove Betsey deve scendere, lo zio Murphy non ha i soldi per riscattare il pacco e la povera Betsey deve andare incontro a tutta una serie di disavventure. Viene etichettata come una giacenza e il boss locale, il bandito Slade, dichiara che, come ogni giacenza, se non viene ritirata entro tre giorni, deve andare all'asta. Slade comincia a fare delle offerte per la ragazza ma viene bloccato dall'intervento dello sceriffo Burke chiamato in soccorso da Cocopah Kid, un giovanissimo ammiratore di Betsey. Ne nasce una sparatoria che lascia dietro di sé due morti, Cocopah Kid e Slade. La ragazza, finalmente libera, è addolorata per la morte del Kid ma si consola con l'amore di Danny Donegan, l'agente di viaggio che l'aveva in precedenza protetta dalla prepotenza di Slade.

## Produzione
Il film fu prodotto dalla Famous Players-Lasky Corporation

## Distribuzione
Distribuito dalla Paramount Pictures e dalla Famous Players-Lasky Corporation, il film - presentato da Jesse L. Lasky - uscì nelle sale cinematografiche statunitensi il 14 aprile 1918.